# Какашвили, Владимир Автандилович
Владимир Автандилович Какашвили (груз. ვლადიმერ კაკაშვილი; 4 сентября 1980) — грузинский футболист и футбольный тренер.

## Биография
Воспитанник тбилисского «Динамо». В 2000 году заключил контракт с московским «Локомотивом». В сезоне 2000 выступал за фарм-клуб «Локомотива» во второй лиге, где сыграл 30 матчей и забил 1 гол. В 2001 и первой половине 2002 года играл за команду в молодёжном первенстве. За основной состав команды так и не сыграл. По ходу сезона 2002 перешёл в ростовский СКА, за который сыграл 17 матчей и забил 1 гол в первой лиге. В 2003 году ненадолго вернулся в Грузию, в столичный «Локомотив». Затем несколько лет выступал в чемпионате Болгарии за команды «Черно море», «Беласица» и «Рилски спортист». В 2007 году снова вернулся в Грузию, где выступал в высшей лиге за «Амери» (23 матча, 3 гола), а завершал карьеру в клубе первой лиги «Норчи Динамоэли».
После завершения игровой карьеры, стал тренером. С 2015 по 2023 год работал с фарм-клубом тбилисского «Динамо».

## Факты
Игрок сборной Грузии Хвича Кварацхелия отмечал в интервью, что Какашвили был одним из тренеров, оказавших на него наибольшее влияние.